# 2023-as kantábriai regionális választás
A 2023-as kantábriai regionális választást 2023. május 28-án tartották meg, amelynek keretében megválasztották a spanyolországi Kantábria autonóm közösség regionális parlamentjét. A választáson 35 mandátumot osztottak ki. A választás napján Spanyolország 11 másik autonóm közösségében is regionális választásokat tartottak, emellett helyhatósági, önkormányzati választásokat országszerte.

## Választási rendszer
Kantábria parlamentje, Kantábria autonóm közösségének az egykamarás törvényhozói szerve. Az 1978-ban életbe léptetett Spanyol Alkotmány, a Regionális Státuszegyezmény révén olyan jogokkal ruházza fel a a régiót, mint a helyi törvényhozás, regionális elnök megválasztása valamint a bizalmatlansági indítvány megszavazása.
Általános választójog érvényesül, azon spanyol állampolgárok szavazhatnak akiknek Kantábirában van bejelentett lakcíme és betöltötték 18. életévüket. A külföldön élőn kantábriai lakcímmel rendelkező állampolgároknak előre kell regisztrálni a levélszavazásra. A 45 mandátumot D'Hondt-módszernek megfelelően zárt listás, arányos képviseleti rendszerben választják meg. A mandátumokat egyetlen választókerületre felosztva lehet megválasztani, amely a régió teljes területével egyezik meg.

## Szlogenek
| Párt/koalíció neve | Párt/koalíció neve | Eredeti szlogen                     | Magyar fordítás                      | Ref.  |
| ------------------ | ------------------ | ----------------------------------- | ------------------------------------ | ----- |
|                    | PSOE               | « Orgullosas de nuestra historia! » | "Büszkék vagyunk a történelmünkre!!" | [ 2 ] |
|                    | PP                 | « Preparados »                      | "Készek."                            | [ 3 ] |
|                    | PCR                | « Sabemos gobernar! »               | "Tudunk kormányozni!"                | [ 4 ] |
|                    | Cs                 | « Liberales »                       | "Liberálisok!"                       | [ 5 ] |
|                    | VOX                | « Empezando por lo que importa!»    | "Hozzálátunk ahhoz, amit fontos!"    | [ 6 ] |

## Választási kampány

### Kantábriai Regionalista Párt
A párt a hivatalban levő elnököt Miguel Ángel Revillát indítja. A párt regionalista, balközép és fontosnak tartja Kantábria autonom státuszát. Kampányában Revilla kiemelte, hogy a szocialisták mellett a Néppárttal is készek kormánykoalíciót kötni a választások után. A VOX-szal azonban semmilyen körülmények között nem hajlandóak, mert álláspontja szerint a párt radikális illetve ellenzi az autonóm közösségek jelenlegi formáját, amelynek Kantábria az autonómiai jogosultságait köszönheti és amiért a regionalista pártja létrejött. Továbbá beszélt a Podemos pártól is, akikkel szintén nem kívánnak kormányozni győzelmük esetén. Revilla 1995-2011 között illetve 2015 óta a régiónak volt elnöke, illetve pártja a Néppárttal és Szocialistákkal volt koalícióban. Revilla azt is nyilvánította hogy nem készül még visszavonulni a politikától 80 éves kora ellenére sem.

### Spanyol Szocialista Munkáspárt
A szocialisták a régió alelnökét Pablo Zuloaga Martínezt indítja elnök-jelöltnek. Zuloaga kampányában arról beszélt, hogy Kantábriát igazságosabbá, egyenlőbbé teszik. Kormányzásuk elmúlt 4 évéről és annak eredményeiről beszélt: a tudományos törvény, a francoizmus bűneiről szóló történelmi emlékezet törvénye, az LMBTQ törvény. Sikerült a régióban növelni a foglalkoztatottságot, ami nagyobb lett az országos átlagnál. Külön szót emelt arról, hogy évek óta esedékes változásokat vittek véghez kormányon.

### Néppárt
A párt María José Sáenz de Buruagát indította jelöltként. Kampányában a politikusnő arról beszélt, hogy "szerződést" kötne a kantábriaiakkal amikben megoldandó ügyek listáját írták le. Kampányuk három pillére: a gazdaság, jó kormányzás és a jólét. Fontosnak tartják, hogy Kantábriát tegyék Észak-Spanyolország egyik legjelentősebb gazdasági központjává. Befektetéseket ösztönöznének a kutatás és fejlesztésbe, valamint a vidékfejlesztésre nagyobb hangsúlyt fektetnének és harcot hirdetnének a korrupcióval szemben.

### Polgárok
A párt a humorista Félix Álvarezt indította jelöltként.

### VOX
A párt Leticia Díaz ügyvédnőt indítja, aki korábban a Kantábriai Regionalista Párt és a Néppárt regionális szervezetének is tagja volt. Utóbbi tisztségéből a korrupciós ügyekkel kapcsolatos Gürtel-ügy miatt mondott le. Kampányában arról beszélt, hogy a fiatalok elmennek a régióból, mert nincs elég munkahely. Amire a párt több munkahelyet teremtene, hogy a fogyasztást növelje. Valamint kritizálta a hivatalban levő elnököt, s emellett kormányra kerülve felvenné a harcot az illegális bevándorlással, és az abortusz terén is változásokat vezetnének be.